# Arthroleptis phrynoides
Arthroleptis phrynoides är en groddjursart som först beskrevs av Laurent 1976.  Arthroleptis phrynoides ingår i släktet Arthroleptis och familjen Arthroleptidae. IUCN kategoriserar arten globalt som otillräckligt studerad. Inga underarter finns listade i Catalogue of Life.